# Comunitat d'aglomeració Sarreguemines Confluences

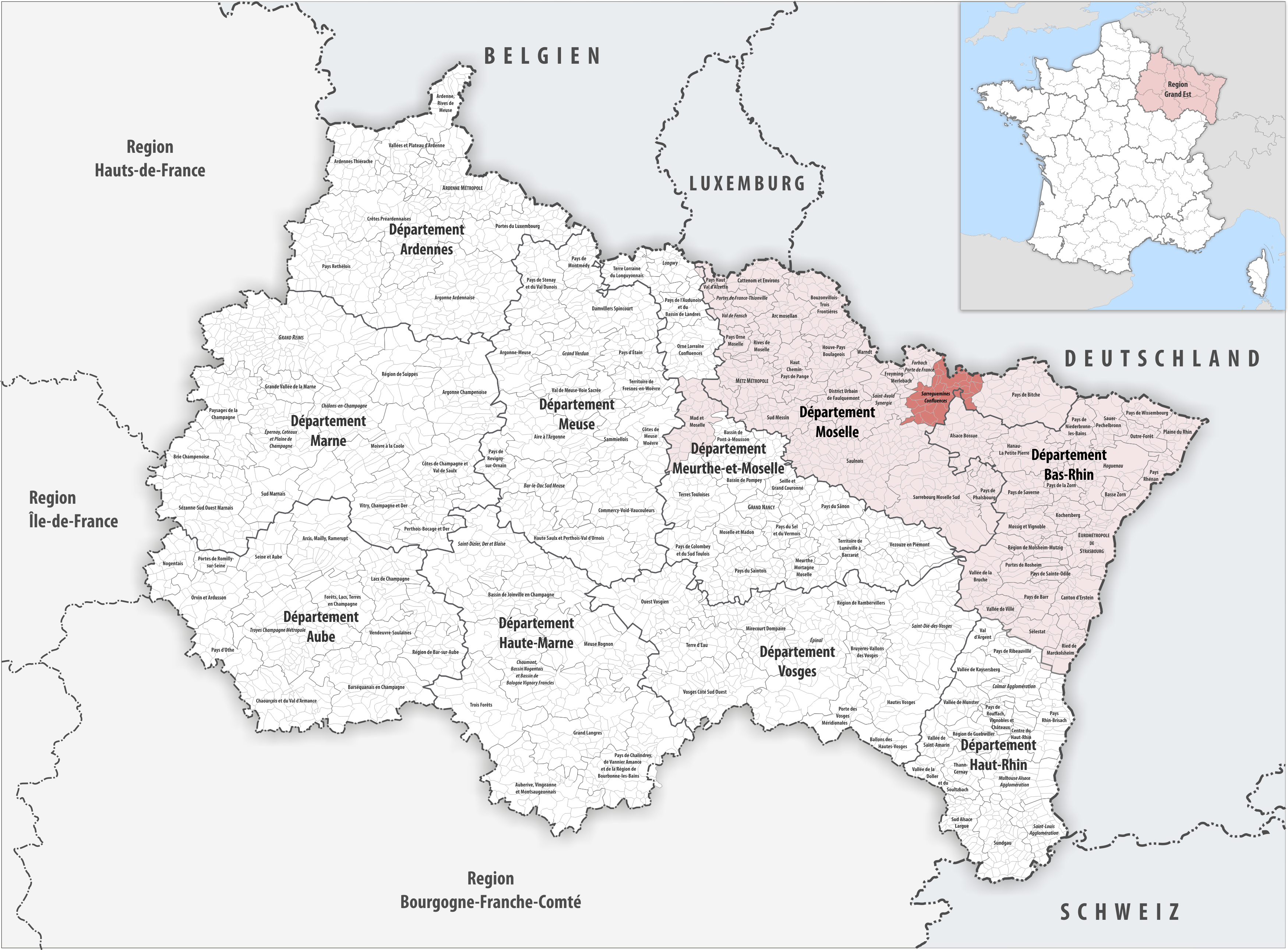
Comunitat d'aglomeració Sarreguemines Confluences.

La Comunitat d'aglomeració Sarreguemines Confluences (oficialment: Communauté d'agglomération Sarreguemines Confluences) és una Comunitat d'aglomeració dels departaments del Mosel·la i del Baix Rin, a la regió del Gran Est.
Creada al 2017, està formada 38 municipis, dels quals 37 estan al Mosel·la, menys Siltzheim que està al Baix Rin. La seu es troba a Sarreguemines.

## Municipis

### Mosel·la
1. Bliesbruck
2. Blies-Ébersing
3. Blies-Guersviller
4. Ernestviller
5. Frauenberg
6. Grosbliederstroff
7. Grundviller
8. Guebenhouse
9. Hambach
10. Hazembourg
11. Hilsprich
12. Holving
13. Hundling
14. Ippling
15. Kalhausen
16. Kappelkinger
17. Kirviller
18. Lixing-lès-Rouhling
19. Loupershouse
20. Nelling
21. Neufgrange
22. Puttelange-aux-Lacs
23. Rémelfing
24. Rémering-lès-Puttelange
25. Richeling
26. Rouhling
27. Saint-Jean-Rohrbach
28. Sarralbe
29. Sarreguemines
30. Sarreinsming
31. Le Val-de-Guéblange
32. Wiesviller
33. Willerwald
34. Wittring
35. Wœlfling-lès-Sarreguemines
36. Woustviller
37. Zetting

### Baix Rin
1. Siltzheim